# The Complete Okeh, Parrot & Epic Sessions 1951–1955
The Complete Okeh, Parrot & Epic Sessions 1951–1955 ist ein Kompilationsalbum von Ahmad Jamal und seinen Three Strings. Die vom 25. Oktober 1951 bis 25. Oktober 1955 entstandenen Aufnahmen erschienen 2022 auf Fresh Sound Records. Die 2-CD-Edition mit 37 Stücken enthält Musik des Pianisten mit seinen frühesten Trios.

## Hintergrund
Ahmad Jamals erster Job nach dem Verlassen der Highschool 1947 war es, in der Swingband des Trompeters George Hudson auf Tournee zu gehen. Anfang 1948 wurde er Mitglied einer Gruppe namens Four Strings um den Geiger Joe Kennedy, Jr. Als einer der Musiker ausschied, zog Ahmad Jamal nach Chicago und spielte zunächst auf lokaler Ebene, bevor er 1951 die Three Strings mit dem Gitarristen Ray Crawford und dem Bassisten Eddie Calhoun gründete. Die entspannte kammermusikalische Anmutung des Ensembles war ein Erfolg in den örtlichen Lounges und Clubs und erregte bald das Aufmerksamkeit der Führungskräfte von Okeh Records, notierte Marc Myers. Das Trio nahm schließlich im Oktober 1951 vier Stücke für das Label auf, „The Surrey with the Fringe on Top“, „Will You Still Be Mine?“, „Rica Pulpa“ und „Perfidia“. In „Rica Pulpa“ hört man Ray Crawford auf seinen Gitarrenkörper klopfen. Wenn das passiert, hört man nie seine Gitarre. Mit Beginn des Jahres 1952 gab er diese Spielpraxis allmählich auf, die noch in „A Gal in Calico“ zu hören ist, und schuf einen Conga-ähnlichen perkussiven Klang durch eine Kombination von gedämpften und lauteren Schlägen, was 1953 von Herb Ellis im Oscar Peterson Trio übernommen wurde.
Als Nächstes folgte die Aufnahme von vier Plattenseiten für Epic Records im Mai 1952, gefolgt von vier für Parrot im Januar 1954 und dem ersten Album des Trios, Ahmad Jamal Plays (Parrot) und dem zweiten, Ahmad Jamal Trio (Epic), im Oktober 1955. Von 1950 bis 1952 war Eddie Calhoun der Bassist der Gruppe. Richard Davis übernahm von 1953 bis 1954 den Bass und dann, bei der vorletzten auf der Kompilation vollständig dokumentierten Session im Mai 1955, Israel Crosby.

## Titelliste
- Ahmad Jamal's Three Strings: The Complete Okeh, Parrot & Epic Sessions 1951–1955 (Fresh Sound FSRCD1118)

CD 1
1. The Surrey with the Fringe on Top (Oscar Hammerstein II, Richard Rodgers) 2:50
2. Will You Still Be Mine? (Tom Adair, Matt Dennis) 2:42
3. Rica Pulpa (Eliseo Grenet) 2:31
4. Perfidia (Alberto Dominguez) 2:54
5. Aki and Ukthay (Brother and Sister) (Ahmad Jamal) 3:05
6. Billy Boy (Traditional) 2:38
7. Ahmad’s Blues (Ahmad Jamal) 2:54
8. A Gal in Calico (Leo Robin, Arthur Schwartz) 2:34
9. But Not for Me (George Gershwin) 2:53
10. Excerpts from the Blues (Ahmad Jamal) 2:51
11. It Could Happen to You (Jimmy Van Heusen, Johnny Burke) 2:44
12. Seleritus (Ahmad Jamal) 3:04
13. New Rhumba (Ahmad Jamal) 4:39
14. A Foggy Day (G. & I. Gershwin) 4:24
15. All of You (Cole Porter) 3:16
16. It Ain’t Necessarily So (George Gershwin) 3:01
17. I Don’t Wanna Be Kissed (By Anyone but You) (Elliot-Spina) 3:26
18. I Get a Kick Out of You (Cole Porter) 4:51
19. Jeff (Ray Crawford) 4:53
20. Darn That Dream (Eddie DeLange, Jimmy Van Heusen) 3:12
21. Spring Is Here (Rodgers und Hart) 4:03

CD 2
1. Perfidia (Alberto Dominguez) 3:55
2. Slaughter on 10th Avenue (Richard Rodgers) 4:50
3. Old Devil Moon (Yip Harburg, Burton Lane) 3:43
4. Black Beauty (Duke Ellington) 3:26
5. Don’t Blame Me (Dorothy Fields, Jimmy McHugh) 3:21
6. Rica Pulpa (Eliseo Grenet) 3:49
7. Autumn Leaves (Johnny Mercer, Joseph Kosma) 2:40
8. Crazy He Calls Me (Sigman-Russell) 4:56
9. They Can’t Take That Away from Me (G. & I. Gershwin) 2:58
10. It’s Easy to Remember (Hart-Rodgers) 2:54
11. Just Squeeze Me (But Please Don’t Tease Me) (Ellington-Gains) 3:50
12. Something to Remember You By (Dietz-Schwartz) 2:48
13. Poinciana (The Song of the Tree) (Bernier-Simon) 4:33
14. The Donkey Serenade (Forrest-Friml-Stothart) 3:19
15. Love for Sale (Cole Porter) 8:30
16. Pavanne (Morton Gould) 4:26

## Editorische Anmerkungen
Die Okeh-Aufnahmen von „Perfidia“ und „Rica Pulpa“ von 1951 erschienen nur als Schellackplatte (Okeh 6855 bzw. 6889) und wurden in den folgenden Jahren nie auf LP neu aufgelegt. Der Parrot-Track „Excerpts from the Blues“ (Parrot 818) vom Januar 1954 erscheint hier zum ersten Mal auf CD.

## Rezeption
Die Musik, die Miles Davis vor rund 70 Jahren den Kopf verdrehte, klinge immer noch außergewöhnlich, meinte Marc Myers in Jazzwax.
Während Bill Evans oft die Gründung des „interaktiven Piano-Trios“ (Conversational Piano-Trio) zugeschrieben werde, gebühre diese Ehre tatsächlich Ahmad Jamal; Evans habe es lediglich [in den späten 1950er-Jahren] perfektioniert. Während Ahmad spielt, könne man hören, wie er seinen Gitarristen und Bassisten Ideen zuführe, oder sie ihn mit Harmonielinien versorgen, die er aufgreifen kann.
Bereits 2013 hatte Myers im Wall Street Journal geschrieben, „Jamals unverwechselbarer Stil“ – Melodien, die auf den höheren Registern des Klaviers gespielt werden, kombiniert mit eleganten und kurzen Clustern in der Mitte der Tastatur – sei von Jazzmusikern seit seinen ersten Aufnahmen im Jahr 1951 verehrt worden. Miles Davis habe so sehr Jamals lyrischen, raumgreifenden Annäherung an „Surrey With the Fringe on Top“, „A Gal in Calico“, „Billy Boy“ und andere frühe Aufnahmen des Pianisten bewundert, dass er diese von Red Garland praktisch auf die gleiche Weise aufnehmen ließ. Der dialogorientierte Ansatz des Ahmad-Jamal-Trios habe auch bei vielen weiteren Pianisten einen bleibenden Eindruck hinterlassen, darunter bei Oscar Peterson, Red Garland, Bill Evans, Phineas Newborn Jr. und Herbie Hancock.
In einer Zeit, in der die meisten Pianisten glühend heiß gespielt hätten, schrieb George W. Harris In Jazz Weekly, spielte Jamal [so sparsam], als würde er Gewerkschaftsbeiträge für jede Viertelnote zahlen, ließ den Raum seinen eigenen Klang erschaffen und war damit eine Inspiration für den berühmten Trompeter, der sich die Idee[n Jamals] zu eigen machte und dabei ein paar Stücke des Pianisten übernommen habe. Jamals Finger tanzen auf einem erhabenen „Surrey with the Fringe on Top“, sind fröhlich auf „Billy Boy“, schlau und verschämt auf „A Gal in Calico“ und resonant auf „Ahmad’s Blues“, alles Songs, die Davis schließlich in ähnlicher Weise nur wenige Jahre später aufgenommen hat. Mit Crosby am Bass erreiche Jamal ein neues Niveau und spiele sein eigenes „New Rhumba“ mit eleganten exotischen Texturen, tief in Sepia-Tönen für „Darn That Dream“ und „Spring Is Here“ und impressionistisch auf „Pavane“. Seine erste Interpretation des Klassikers „Poinciana“ sei dabei und funktioniere auch, wenn auch noch ohne das unerbittliche Ride-Becken der berühmteren Version, während sich in den Coverversionen von „Black Beauty“ und „Just Squeeze Me“ eine Affinität zu Duke Ellington offenbare.